# The 3-D Battles of WorldRunner
The 3-D Battles of WorldRunner (в Японии выпущена как Tobidase Daisakusen (яп. とびだせ大作戦)) — компьютерная игра в жанрах 3-D шутер и платформер, разработанная компанией Square для платформы Family Computer Disk System и изданная 12 марта 1987 года.
В игре игрок принимает роль Джека WorldRunner, дикого «космического ковбоя», которому предстоит спасать различные планеты от змееподобных существ. В игре игрок перемещается по всем трём пространственным измерениям, по пути перепрыгивая пропасти, уничтожая врагов и собирая бонусы, которые можно подобрать, если врезаться в похожие на кактус растения. Также существуют секретные проходы на бонусные уровни: необходимо уцепиться за воздушный шарик. Всего игроку необходимо за отведённое время пройти на каждой из 8 планет по 4 зоны и сразиться со змееподобным боссом (на поздних планетах с несколькими боссами), которые двигаются во всех пространственных измерениях. Игрок всегда бежит вперёд, может прыгать и перемещаться влево или вправо, однако не может остановиться или пойти назад, но может уменьшить темп или наоборот ускориться. Описываемая в данной статье игра одна из наиболее ранних, для которой был предусмотрен 3D-эффект. К картриджу с игрой прилагались 3D очки. Существует также продолжение игры JJ: Tobidase Daisakusen Part II, который вышел позже в 1987 году исключительно в Японии и имеет сходный геймплей и задачи игры, однако является более сложной для прохождения: в ней и игрок и враги движутся значительно быстрее.